# Condado de Yell
El condado de Yell (en inglés: Yell County), fundado en 1840, es un condado del estado estadounidense de Arkansas. En el año 2000 tenía una población de 21 139 habitantes con una densidad poblacional de 8.8 personas por km². La sedes del condado son Danville y Dardanelle.

## Geografía
Según la Oficina del Censo, el condado tiene un área total de 2058 km² (794,6 mi²), de la cual 2404 km² (928,2 mi²) es tierra y 54 km² (20,8 mi²) es agua.

### Condados adyacentes
- Condado de Pope (norte)
- Condado de Conway (noreste)
- Condado de Perry County (este)
- Condado de Garland (sureste)
- Condado de Montgomery (sur)
- Condado de Scott (oeste)
- Condado de Logan (noroeste)

### Ciudades y pueblos
- Belleville
- Centerville
- Danville
- Dardanelle
- Havana
- Ola
- Plainview
- Aly
- Gravely
- Corinth
- Bluffton
- Rover

## Mayores autopistas
- Carretera 7
- Carretera 10
- Carretera 27
- Carretera 28
- Carretera 60
- Carretera 80
- Carretera 154